# 雪寶 (主持人)
林晨婕（1988年2月25日—），藝名雪寶，臺灣主持人，現擔任風傳媒《下班去你家》節目主持人、《下班瀚你聊》助理主持人。

## 經歷
林晨婕畢業於淡江大學日文系，曾任職於日商銀行國外部四年、大豐有線電視新聞主播。2016年獲得中華小姐環球大賽新加坡賽區最具口才小姐獎，後以甜美笑容、姣好身材登上批踢踢表特版。2018年至2019年以雪寶藝名，與阿諾共同主持高點電視台《台灣百味》節目。2023年8月接手鄔又曦擔任風傳媒《下班瀚你聊》助理主持人，2024年6月起擔任風傳媒《下班去你家》主持人。

## 主持節目

### 電視節目
- 高點電視台《台灣百味》2.0主持人（2018年11月4日—2019年4月22日，與阿諾共同主持）

### 網路節目
- 風傳媒《下班瀚你聊》助理主持人（2023年8月16日 Ep.87—，接手鄔又曦，主持人為黃暐瀚）
- 風傳媒《下班去你家》主持人（2024年6月4日—）

## 外部連結
- 雪寶的Instagram帳戶
- 雪寶 - Sharon的Facebook專頁